# دار سك العملة في فيلادلفيا
دار سك العملة في فيلادلفيا (بالإنجليزية: Philadelphia Mint)‏ هي فرع من دار سك العملة الأمريكية في فيلادلفيا. تم تأسيسها في عام 1792 وفقًا لقانون سك العملة لعام 1792 ‏. تقوم دار السك في فيلادلفيا بإنتاج قوالب العملات والميداليات وسكّ العملات المتداولة وغير المتداولة بما في ذلك مجموعات العملات غير المتداولة السنوية والقطع التذكارية والميداليات التي يتم الموافقة عليها من قبل الكونجرس.

## تاريخ

### التأسيس

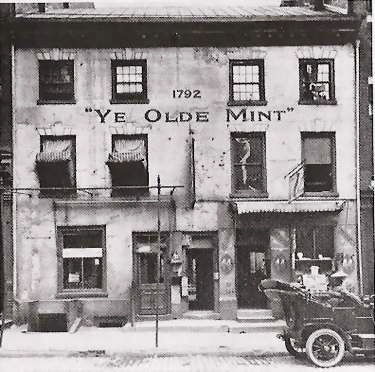
أول مبنى لدار سك النقود في فيلادلفيا، تم بناؤه في عام 1792 (الصورة في عام 1908).

دخل قانون العملة لعام 1792 حيز التنفيذ في الثاني من أبريل، معلنًا إنشاء دار سك العملة. كانت فيلادلفيا في ذلك الوقت عاصمة البلاد، وتم بناء أول منشأة لسك النقود هناك. عُين عالم الفلك والرياضيات ديفيد ريتنهاوس كأول مدير لدار سك العملة من قبل الرئيس جورج واشنطن. بدأت أعمال البناء في 31 يوليو، وبحلول 7 سبتمبر، كان المبنى الأول جاهزًا لتركيب فرن الصهر. بعد بضعة أشهر، تم تشييد مبنى من الطوب مكون من ثلاثة طوابق. كان الذهب والفضة اللازمين للدار محفوظة في خزائن تحت الأرض. يضم الطابق الأول غرف الإيداع والوزن، بالإضافة إلى غرفة الصحافة، حيث كانت تتم عملية سك العملات المعدنية. كانت المكاتب الرسمية للدار تقع في الطابق الثاني، وكان مكتب المقايسة يقع في الطابق الثالث. كان هذا المبنى هو أول مبنى حكومي يتم بناؤه بتشريع من الكونجرس من قبل الحكومة الفيدرالية للولايات المتحدة، وكان يقع بالقرب من منزل جورج واشنطن.

### المبنى الحالي
تم تشييد المبنى الحالي في عام 1969.

## علامة السك
تحمل العملات المعدنية غير المتداولة علامة دار السك "P"، في حين أن العملات المعدنية المتداولة قبل عام 1980 لم تحمل أي علامة (باستثناء عملات النيكل لذكرى توماس جيفرسون التي تم سكها من عام 1942 إلى عام 1945 ودولار سوزان ب. أنتوني عام 1979). منذ عام 1980، جميع العملات المعدنية التي تم سكها تحمل علامة دار السك باستثناء السنتات (حملت سنتات عام 2017 العلامة).